# Fritz Flemming
Fritz Flemming (* 9. März 1873 in Braunschweig; † 1947) war ein deutscher Oboist.

## Leben
Fritz Flemming studierte in Paris Oboe bei Georges Gillet. 1897 berief man ihn als Solo-Oboisten an das Königliche Opernorchester in Berlin. Richard Strauss arbeitete in seiner Funktion als königlich preußischer Hofkapellmeister eng mit Flemming zusammen. Strauss war ein Anhänger der französischen Oboe und nahm den Oboisten häufig mit, wenn er andere Orchester dirigierte. So war Flemming zeitweise Mitglied des Bayreuther Festspielorchesters. Flemming heiratete die Nichte von Richard Strauss, was das enge Verhältnis besiegelte. 
1907 ernannte ihn die Akademischen Hochschule für Musik Berlin zum Professor. Zu seinen Schülern gehörten  u. a. Willi Gerlach und Josef Tal.
Flemmings besonderes Verdienst ist die  Einführung der französischen Oboe in Deutschland. Aufgrund seines Einflusses folgten viele deutsche Oboisten in den 1920er Jahren seinem Vorbild.